# سام هايلي
سام هايلي (بالإنجليزية: Sam Hayley)‏ هو كيميائي أمريكي، ولد في 31 يوليو 1890 في جاكسون في الولايات المتحدة، وتوفي في 1 نوفمبر 1970 في فيرفيلد في الولايات المتحدة.